# Gustaf Nilsson
Gustaf Nilsson, né le 23 mai 1997 à Falkenberg en Suède, est un footballeur international suédois qui joue au poste d'attaquant au Club Bruges KV.

## Biographie

### Carrière en club
Gustaf Nilsson joue avec les équipes nationales suédoises des moins de 19 ans, puis avec les espoirs.
Il inscrit six buts en première division suédoise lors de la saison 2015 avec le club de Falkenbergs.
Le 5 janvier 2021 il rejoint le SV Wehen Wiesbaden jusqu'en 2023. En mai 2021 il remporte la coupe régionale du Land de Hesse.
En juillet 2022 il rejoint l'Union Saint-Gilloise pour trois saisons avec une saison supplémentaire en option. Il inscrit son premier but pour Saint-Gilles le 6 octobre 2022 lors d'une victoire contre Braga en Ligue Europa. Il entre en jeu à la 83e minute de jeu, inscrit le but de l'égalisation à la 86e avant d'offrir la victoire à son équipe avec une deuxième réalisation dans la quatrième minute du temps additionnel.

### Carrière internationale
Début janvier 2018, Nilsson reçoit sa première convocation en équipe nationale suédoise par le sélectionneur Janne Andersson pour deux matchs amicaux disputés aux Émirats arabes unis. Il honore sa première sélection le 7 janvier 2018, titularisé en attaque lors d'un match nul contre l'Estonie. Le 11 janvier 2018, il inscrit son premier but pour la Suède en marquant le but de la victoire contre le Danemark à la 93e minute de jeu. 
En mars 2024, Nilsson est appelé en équipe nationale par le nouveau sélectionneur suédois Jon Dahl pour deux matchs amicaux. Entré en jeu contre le Portugal le 21 mars, il marque un but de la tête à la 90e minute, réduisant l'écart à 5-2. Titulaire quatre jours plus tard conte l'Albanie, il inscrit le seul but de la rencontre lors d'une victoire 1-0.

## Statistiques

### En club
| Saison                | Club                  | Championnat           | Championnat | Championnat | Championnat | Coupe(s) nationale(s) | Coupe(s) nationale(s) | Coupe(s) nationale(s) | Compétition(s) continentale(s) | Compétition(s) continentale(s) | Compétition(s) continentale(s) | Compétition(s) continentale(s) | Total | Total | Total |
| Saison                | Club                  | Division              | M.          | B.          | P.d.        | M.                    | B.                    | P.d.                  | Comp.                          | M.                             | B.                             | P.d.                           | M.    | B.    | P.d.  |
| 2014                  | Falkenbergs FF        | Allsvenskan           | 5           | 1           | 0           | 1                     | 1                     | 0                     | -                              | -                              | -                              | -                              | 6     | 2     | 0     |
| 2015                  | Falkenbergs FF        | Allsvenskan           | 23          | 8           | 2           | 1                     | 0                     | 1                     | -                              | -                              | -                              | -                              | 24    | 8     | 3     |
| 2016                  | Falkenbergs FF        | Allsvenskan           | 5           | 1           | 1           | 2                     | 1                     | 0                     | -                              | -                              | -                              | -                              | 7     | 2     | 1     |
| Sous-total            | Sous-total            | Sous-total            | 33          | 10          | 3           | 4                     | 2                     | 1                     | -                              | -                              | -                              | -                              | 37    | 12    | 4     |
| 2016-2017             | Brøndby IF            | Superligaen           | 11          | 1           | 0           | 3                     | 0                     | 0                     | -                              | -                              | -                              | -                              | 14    | 1     | 0     |
| 2017-2018             | Silkeborg IF (prêt)   | Superligaen           | 27          | 8           | 1           | 5                     | 2                     | 0                     | -                              | -                              | -                              | -                              | 32    | 10    | 1     |
| 2018-2019             | Vejle BK              | Superligaen           | 21          | 2           | 1           | 1                     | 2                     | 0                     | -                              | -                              | -                              | -                              | 22    | 4     | 1     |
| Sous-total 2016-2019  | Sous-total 2016-2019  | Sous-total 2016-2019  | 59          | 11          | 2           | 9                     | 4                     | 0                     | -                              | -                              | -                              | -                              | 68    | 15    | 2     |
| 2019                  | BK Häcken             | Allsvenskan           | 11          | 1           | 0           | -                     | -                     | -                     | -                              | -                              | -                              | -                              | 11    | 1     | 0     |
| 2020                  | BK Häcken             | Allsvenskan           | 8           | 1           | 0           | 2                     | 0                     | 0                     | -                              | -                              | -                              | -                              | 10    | 1     | 0     |
| 2020                  | Falkenbergs FF (prêt) | Allsvenskan           | 6           | 0           | 0           | -                     | -                     | -                     | -                              | -                              | -                              | -                              | 6     | 0     | 0     |
| Sous-total BK Häcken  | Sous-total BK Häcken  | Sous-total BK Häcken  | 19          | 2           | 0           | 2                     | 0                     | 0                     | -                              | -                              | -                              | -                              | 21    | 2     | 0     |
| 2020-2021             | Wehen Wiesbaden       | 3. Liga               | 14          | 3           | 2           | -                     | -                     | -                     | -                              | -                              | -                              | -                              | 14    | 3     | 2     |
| 2021-2022             | Wehen Wiesbaden       | 3. Liga               | 30          | 14          | 5           | 1                     | 0                     | 0                     | -                              | -                              | -                              | -                              | 31    | 14    | 5     |
| 2022-2023             | Wehen Wiesbaden       | 3. Liga               | 1           | 1           | 0           | -                     | -                     | -                     | -                              | -                              | -                              | -                              | 1     | 1     | 0     |
| Sous-total            | Sous-total            | Sous-total            | 45          | 18          | 7           | 1                     | 0                     | 0                     | -                              | -                              | -                              | -                              | 46    | 18    | 7     |
| 2022-2023             | Union Saint-Gilloise  | Division 1A           | 30          | 5           | 0           | 5                     | 3                     | 0                     | C3                             | 9                              | 2                              | 0                              | 44    | 10    | 0     |
| 2023-2024             | Union Saint-Gilloise  | Division 1A           | 35          | 16          | 6           | 4                     | 0                     | 0                     | C3+C4                          | 6+4                            | 0+1                            | 1+0                            | 49    | 17    | 7     |
| Sous-total            | Sous-total            | Sous-total            | 65          | 21          | 6           | 9                     | 3                     | 0                     | -                              | 19                             | 3                              | 1                              | 93    | 27    | 7     |
| 2024-2025             | Club Bruges KV        | Division 1A           | -           | -           | -           | -                     | -                     | -                     | -                              | -                              | -                              | -                              | 0     | 0     | 0     |
| Total sur la carrière | Total sur la carrière | Total sur la carrière | 227         | 62          | 18          | 25                    | 9                     | 1                     | -                              | 19                             | 3                              | 1                              | 271   | 74    | 20    |

### En sélections nationales
| Saison                | Sélection             | Phases finales        | Phases finales | Phases finales | Phases finales | Éliminatoires | Éliminatoires | Éliminatoires | Matchs amicaux | Matchs amicaux | Matchs amicaux | Total | Total | Total |
| Saison                | Sélection             | Compétition           | M              | B              | Pd             | M             | B             | Pd            | M              | B              | Pd             | M     | B     | Pd    |
| --------------------- | --------------------- | --------------------- | -------------- | -------------- | -------------- | ------------- | ------------- | ------------- | -------------- | -------------- | -------------- | ----- | ----- | ----- |
| 2017-2018             | Suède                 | -                     | -              | -              | -              | -             | -             | -             | 2              | 1              | 0              | 2     | 1     | 0     |
| 2023-2024             | Suède                 | -                     | -              | -              | -              | -             | -             | -             | 4              | 2              | 0              | 4     | 2     | 0     |
| Total sur la carrière | Total sur la carrière | Total sur la carrière | 0              | 0              | 0              | 0             | 0             | 0             | 6              | 3              | 0              | 6     | 3     | 0     |

#### Matchs internationaux
| Matchs internationaux de Gustaf Nilsson | Matchs internationaux de Gustaf Nilsson | Matchs internationaux de Gustaf Nilsson            | Matchs internationaux de Gustaf Nilsson | Matchs internationaux de Gustaf Nilsson | Matchs internationaux de Gustaf Nilsson | Matchs internationaux de Gustaf Nilsson                                               |
|                                         | Date                                    | Lieu                                               | Adversaire                              | Résultat                                | Compétition                             | Notes                                                                                 |
| --------------------------------------- | --------------------------------------- | -------------------------------------------------- | --------------------------------------- | --------------------------------------- | --------------------------------------- | ------------------------------------------------------------------------------------- |
| 1.                                      | 7 janvier 2018                          | Stade Cheikh-Zayed, Abou Dabi, Émirats arabes unis | Estonie                                 | 1 - 1                                   | Match amical                            | Titulaire, remplacé par Kalle Holmberg à la 73e minute de jeu.                        |
| 2.                                      | 11 janvier 2018                         | Stade Cheikh-Zayed, Abou Dabi, Émirats arabes unis | Danemark                                | 1 - 0                                   | Match amical                            | Entre en jeu à la place de David Moberg Karlsson à la 66e minute de jeu, puis buteur. |
| 3.                                      | 21 mars 2024                            | Stade D.-Afonso-Henriques, Guimarães, Portugal     | Portugal                                | 5 - 2                                   | Match amical                            | Entre en jeu à la place de Mattias Svanberg à la 70e minute de jeu, puis buteur.      |
| 4.                                      | 25 mars 2024                            | Gamla Ullevi, Göteborg, Suède                      | Albanie                                 | 1 - 0                                   | Match amical                            | Titulaire et buteur, remplacé par Anthony Elanga à la 78e minute de jeu.              |
| 5.                                      | 5 juin 2024                             | Parken, Copenhague, Danemark                       | Danemark                                | 2 - 1                                   | Match amical                            | Entre en jeu à la place d'Alexander Isak à la 70e minute de jeu.                      |
| 6.                                      | 8 juin 2024                             | Gamla Ullevi, Göteborg, Suède                      | Serbie                                  | 0 - 3                                   | Match amical                            | Titulaire, remplacé par Alexander Isak à la mi-temps.                                 |

#### Buts internationaux
| Buts internationaux de Gustaf Nilsson | Buts internationaux de Gustaf Nilsson | Buts internationaux de Gustaf Nilsson              | Buts internationaux de Gustaf Nilsson | Buts internationaux de Gustaf Nilsson | Buts internationaux de Gustaf Nilsson | Buts internationaux de Gustaf Nilsson | Buts internationaux de Gustaf Nilsson | Buts internationaux de Gustaf Nilsson |
|                                       | Date                                  | Lieu                                               | Adversaire                            | Résultat                              | Compétition                           | Notes                                 | Notes                                 | Sel.                                  |
| ------------------------------------- | ------------------------------------- | -------------------------------------------------- | ------------------------------------- | ------------------------------------- | ------------------------------------- | ------------------------------------- | ------------------------------------- | ------------------------------------- |
| 1.                                    | 11 janvier 2018                       | Stade Cheikh-Zayed, Abou Dabi, Émirats arabes unis | Danemark                              | 1 - 0                                 | Match amical                          | 1 - 0                                 | 90+3e du pied gauche                  | 2e                                    |
| 2.                                    | 21 mars 2024                          | Stade D.-Afonso-Henriques, Guimarães, Portugal     | Portugal                              | 5 - 2                                 | Match amical                          | 5 - 2                                 | 90e de la tête                        | 3e                                    |
| 3.                                    | 25 mars 2024                          | Gamla Ullevi, Göteborg, Suède                      | Albanie                               | 1 - 0                                 | Match amical                          | 1 - 0                                 | 62e de la tête                        | 4e                                    |

## Palmarès

### En club
|  |  | Union Saint-Gilloise - Championnat de Belgique : - Vice-champion : 2024 - Coupe de Belgique (1) : - Vainqueur : 2024 |